# 라파엘 카예하스
라파엘 카예하스(스페인어: Rafael Callejas, 1943년 11월 14일 ~ 2020년 4월 4일)는 온두라스의 전대통령이며, 온두라스 축구 연맹의 대표이다.
테구시갈파의 부유한 가정에서 태어났다. 미시시피 주립 대학에서 농업 경제학을 전공하였다. 이후 온두라스 국민당(Partido Nacional de Honduras)에 합류하였고, 오스왈도 로페스대통령 하에서 경제계획장으로 임명되었다.
1985년 대선에서 호세 아스코나에게 패하였으나, 1989년 대선에서 카를로스 로베르토 플로레스를 누르고 당선되었다.
현재는 온두라스 축구 연맹의 대표이다.